# Coccyzus merlini
Il cuculo lucertola maggiore o cuculo lacertiero maggiore (Coccyzus merlini Orbigny, 1839), è un uccello della famiglia dei Cuculidae.

## Sistematica
Coccyzus merlini ha quattro sottospecie:
- Coccyzus merlini merlini
- Coccyzus merlini bahamensis
  - Coccyzus merlini andria sottospecie talvolta non valida di C. m. bahamensis
- Coccyzus merlini santamariae
- Coccyzus merlini decolor

## Distribuzione e habitat
Questo uccello vive sulle Bahamas, su Cuba e sulle Turks e Caicos.